# Kraljevsko belgijsko geografsko društvo
Kraljevsko belgijsko geografsko društvo (SRBG, franc. Société Royale Belge de Géographie) je belgijsko znanstveno društvo koje djeluje na promicanju geografskih znanosti. Osnovano je 27. kolovoza 1876. kao Belgijsko geografsko društvo nekoliko dana prije otvorenja Briselske geografske konferencije radi promicanja istraživanja raznih dijelova svijeta. U početku je bilo povezano s tržišnim ulaganjem u belgijske kolonije. Kralj Leopold II. odobrio je društvu uporabu prefiksa "Kraljevsko" 1882. godine. Iako je kasnije financirano iz privatnih fondova, Adrien de Gerlache prvi je 1894. godine otkrio društvu svoje planove u vezi Belgijske antarktičke ekspedicije.
Godine 1900. društvo je brojilo više od tisuću članova uključujući nekoliko istraživača poput Amerikanca Richarda Mohuna. Do sredine dvadesetog stoljeća društvo je preusmjerilo svoje ciljeve od istraživačkih prema znanstvenima. SRBG predstavlja Belgiju u Europskom geografskom društvu i objavljuje Belgian Journal of Geography koji sada nosi naziv BELGEO. SRBG nagrađuje zlatnom medaljom poznate geografe i istraživače.

## Vanjske poveznice
- Službene stranice (fr.)